# Mistrzostwa Włoch w rugby union kobiet
Mistrzostwa Włoch w rugby union kobiet – najwyższa klasa rozgrywkowa w rugby union kobiet na terenie Włoch zarządzana przez Federazione Italiana Rugby. Występuje również pod nazwą Campionato femminile élite lub Serie A femminile, a jej triumfator zostaje mistrzem kraju.

## Historia
Pod koniec lat 70 zaczęły powstawać pierwsze kobiece sekcje w klubach rugby, w szczególności w okolicach Treviso, Mediolanu, Rzymu i Benewentu. Pierwsze żeńskie rozgrywki ligowe odbyły się w sezonie 1984/85 pod egidą UISP. Wszystkie siedem sezonów zarządzanej przez Isabellę Dorię ligi wygrała drużyna Red Panthers. W 1991 roku organizację przejęła Federazione Italiana Rugby, a uznawane przez nią tytuły mistrza Włoch są przyznawane od sezonu 1991/92.

## System rozgrywek
Do sezonu 2008/09 rozgrywki ligowe były rozgrywane systemem kołowym, a cztery najlepsze drużyny awansowały do fazy play-off. Od sezonu 2009/10 nastąpił podział najwyższej klasy rozgrywkowej na dwie grupy, w których drużyny grają między sobą po dwa mecze (u siebie i na wyjeździe). Po zakończeniu fazy grupowej trzy najlepsze zespoły z grupy A awansują bezpośrednio do półfinałów, natomiast drużyna z pozycji czwartej gra baraż o półfinały ze zwycięzcą grupy B, który jednocześnie zyskuje awans do grupy A. Półfinały rozgrywane są w formie dwumeczu, a zwycięzca finału otrzymuje tytuł mistrza Włoch. Najsłabszy zespół grupy A zostaje zaś relegowany do grupy B.

## Triumfatorzy
| Sezon   | Zwycięzca    |
| ------- | ------------ |
| 1984/85 | Red Panthers |
| 1985/86 | Red Panthers |
| 1986/87 | Red Panthers |
| 1987/88 | Red Panthers |
| 1988/89 | Red Panthers |
| 1989/90 | Red Panthers |
| 1990/91 | Red Panthers |
| 1991/92 | Red Panthers |
| 1992/93 | Red Panthers |
| 1993/94 | Red Panthers |
| 1994/95 | Red Panthers |
| 1995/96 | Red Panthers |

| Sezon   | Zwycięzca          |
| ------- | ------------------ |
| 1996/97 | Red Panthers       |
| 1997/98 | Red Panthers       |
| 1998/99 | Red Panthers       |
| 1999/00 | Red Panthers       |
| 2000/01 | Red Panthers       |
| 2001/02 | Red Panthers       |
| 2002/03 | Red Panthers       |
| 2003/04 | Riviera del Brenta |
| 2004/05 | Riviera del Brenta |
| 2005/06 | Red Panthers       |
| 2006/07 | Riviera del Brenta |
| 2007/08 | Red Panthers       |

| Sezon   | Zwycięzca          |
| ------- | ------------------ |
| 2008/09 | Red Panthers       |
| 2009/10 | Riviera del Brenta |
| 2010/11 | Red Panthers       |
| 2011/12 | Riviera del Brenta |
| 2012/13 | Riviera del Brenta |
| 2013/14 | ASD Rugby Monza    |
| 2014/15 | Valsugana Padova   |
| 2015/16 | Valsugana Padova   |
| 2016/17 | Valsugana Padova   |
| 2017/18 |                    |

Pierwszych siedem edycji jest nieuznawanych przez FIR.

## Statystyki zwycięstw
1. Red Panthers – 16 (+7)
2. Riviera del Brenta – 6
3. ASD Rugby Monza – 1
4. Valsugana Padova – 1